# Sage (Firefox)
Sage - rozszerzenie do przeglądarki internetowej Firefox, które obsługuje kanały informacyjne w formatach RSS i Atom. Kanały są oglądane w panelu nawigacyjnym z zakładkami przeglądarki, natomiast wiadomości są wczytywane do przeglądarki za pomocą kliknięcia na tytule.
Sage obsługuje przeciąganie adresów kanałów na listę kanałów w panelu, rozpoznaje kanały zainstalowane na stronie, zawiera funkcję Menedżer kanałów do ich wygodnego organizowania, potrafi też eksportować i importować zbiory kanałów w uniwersalnym formacie OPML. W Ustawieniach można określić niektóre zachowania programu, jak sortowanie wiadomości, rozpoznawanie tytułów kanałów czy użycie własnego arkusza stylów CSS.
Obecnie (stan na czerwiec 2008) dostępna jest wersja 1.4.1 rozszerzenia. Dostępne jest też polskie tłumaczenie Sage'a.